# بازرس ارشد ۱۹۵۸
بازرس ارشد ۱۹۵۸ (انگلیسی: Chief Detective 1958؛ کره‌ای: 수사반장 1958) یک مجموعه تلویزیونی کره جنوبی به نویسندگی کیم یونگ شین، به کارگردانی کیم سونگ هون و با با بازی لی جه هون، لی دونگ هی، چوی وو سونگ و یون هیون سو است. این مجموعه پیش‌درآمدی بر مجموعه تلویزیونی سربازرس (Chief Inspector) است. بازرس ارشد ۱۹۵۸ از ۱۹ آوریل تا ۱۸ مه ۲۰۲۴، روزهای جمعه و شنبه از ام‌بی‌سی برای ۱۰ قسمت پخش شد.

## بازیگران

### اصلی
- لی جه هون در نقش پارک یونگ هان: یک کارآگاه[۴]
- لی دونگ هی در نقش کیم سانگ سون: یک کارآگاه در ایستگاه پلیس جونگ‌نام[۵]
- چوی وو سونگ در نقش چو کیونگ هوان: یک کارآگاه در ایستگاه پلیس جونگ‌نام[۶]
- یون هیون سو در نقش سو هو جونگ[۶]

### مکمل
- سو اون سو در نقش لی هه جو[۷]
- جونگ سو بین در نقش بونگ نان شیل[۸]
- گو سو هی[۹]

### حضور ویژه
- چوی بول ام[۱۰]